# Серые сады (фильм, 2009)
«Серые сады» (англ. Grey Gardens) — телевизионный биографический фильм-драма режиссёра Майкла Сакси, основанный на истории создания документального фильма «Серые сады» Альберта и Дэвида Мэйслесов (1975). Съёмки проходили c октября по декабрь 2007 года в Торонто (Канада). Премьера состоялась на американском кабельном телеканале HBO 16 апреля 2009 года.

## Сюжет
События, которым посвящён фильм, происходят на протяжении 40 лет. В драме, основанной на реальных фактах, Дрю Бэрримор и Джессика Лэнг играют двух эксцентричных родственниц Жаклин Кеннеди-Онассис, которые оказались в центре всеобщего внимания после того, как отдел здравоохранения решил очистить их владения в Ист-Хамптоне (штат Нью-Йорк) от заполонивших эту территорию енотов и мелких насекомых.

## В ролях
- Дрю Бэрримор — Эдит Бувье Бил мл.[англ.]
- Джессика Лэнг — Эдит Бувье Бил ст.[англ.]
- Кен Ховард — Филан Бил
- Дэниел Болдуин — Джулиус Альберт Краг
- Кеннет Уэлш — Макс Гордон
- Джинн Трипплхорн — Жаклин Кеннеди Онассис
- Ари Гросс — Альберт Мэйслес
- Луис Феррейра — Дэвид Мэйслес
- Малкольм Гетс — Гулд

## Номинации
- 2009 — 6 Прайм-тайм премий «Эмми»: лучший телефильм, лучшая женская роль в телефильме или мини-сериале (Джессика Лэнг), лучшая мужская роль второго плана в телефильме или мини-сериале (Кен Ховард), лучшая работа художника в телефильме или мини-сериале, лучшие прически в телефильме или мини-сериале, лучший грим в телефильме, сериале или мини-сериале. Кроме того, лента была номинирована ещё в 11 категориях.
- 2010 — премия Гильдии киноактёров США за лучшую женскую роль в телефильме или мини-сериале (Дрю Бэрримор), а также номинация в той же категории (Джессика Лэнг).
- 2010 — премии «Золотой глобус» за лучший мини-сериал или телефильм и за лучшую женскую роль в телефильме или мини-сериале (Дрю Бэрримор), а также номинация в последней категории (Джессика Лэнг).
- 2010 — премия «Грейси» за лучшую женскую роль в драматической передаче (Дрю Бэрримор).
- 2010 — номинация на премию Гильдии режиссёров США за лучшую режиссуру мини-сериала или телефильма (Майкл Сакси).
- 2010 — номинация на премию Гильдии сценаристов США лучший оригинальный телесценарий (Майкл Сакси, Патрисия Розема).